# Sokółka (Mazovie)
Pour les articles homonymes, voir Sokółka.
Sokółka (prononciation : [sɔˈkuu̯ka]) est un village polonais situé dans la gmina de Sadowne dans le powiat de Węgrów et en voïvodie de Mazovie dans le centre-est de la Pologne.
Ce village se trouve à environ 5 kilomètres au sud-est de Sadowne, 26 kilomètres au nord de Węgrów (chef-lieu du powiat) et à 75 kilomètres au nord-est de Varsovie (capitale de la Pologne).
Le village a une population de 485 habitants en 2002.

## Histoire
De 1975 à 1998, le village appartenait administrativement à la voïvodie de Siedlce.